# Catherine Gay
Pour les personnes de même nom de famille, voir Gay.
Catherine Gay est une actrice française.

## Filmographie

### Cinéma
- 1948 : Mademoiselle s'amuse de Jean Boyer : Thérèse
- 1953 : Opération Magali de Lazlo V Kish : Clémence
- 1953 : Au diable la vertu de Jean Laviron : Rita Johnson
- 1955 : Sur le Banc de Robert Vernay : La mère
- 1956 : Les carottes sont cuites de Robert Vernay
- 1957 : Sénéchal le magnifique de Jean Boyer : Pauline
- 1957 : Mademoiselle et son gang de Jean Boyer : Lucrezia

### Télévision
- 1963 : L'Eau qui dort (Les Cinq Dernières Minutes no 28) de Claude Loursais
- 1965 : Les Cinq Dernières Minutes : Napoléon est mort à Saint-Mandé de Claude Loursais

## Théâtre
- 1952 : Many d'Alfred Adam, mise en scène Pierre Dux, Théâtre Gramont
- 1953 : Ces messieurs de la Santé de Paul Armont et Léopold Marchand, Théâtre de Paris
- 1956 : Bon appétit monsieur de Gilbert Laporte, mise en scène Alfred Pasquali, Théâtre de l'Athénée
- 1962 : Piège pour un homme seul de Robert Thomas, mise en scène Jacques Charon, Théâtre de l'Ambigu
- 1966 : La Perruche et le Poulet de Robert Thomas d'après Jack Popplewell, mise en scène de l'auteur, Théâtre du Vaudeville
- 1966 : Au théâtre ce soir : Blaise de Claude Magnier, mise en scène Jacques Mauclair, réalisation Pierre Sabbagh, Théâtre Marigny
- 1967 : Au théâtre ce soir : Bon Appétit Monsieur de Gilbert Laporte, mise en scène Fred Pasquali, réalisation Pierre Sabbagh, Théâtre Marigny
- 1969 : Au théâtre ce soir : La Perruche et le Poulet de Robert Thomas, mise en scène de l'auteur, réalisation Pierre Sabbagh, Théâtre Marigny
- 1968 : La Perruche et le Poulet de Robert Thomas, mise en scène de l'auteur, Théâtre des Nouveautés